# Amelora cyclocentra
Amelora cyclocentra là một loài bướm đêm trong họ Geometridae.